# Capaci vasútállomás
Capaci vasútállomás egy vasútállomás Olaszországban, Szicília régióban, Palermo megyében, Capaci településen. Forgalma alapján az olasz vasútállomás-kategóriák közül a bronz kategóriába tartozik.

## Vasútvonalak
Az állomást az alábbi vasútvonalak érintik:
- Palermo Notarbartolo–Palermo Aeroporto railway